# 1303
Évszázadok: 13. század – 14. század – 15. század
Évtizedek: 1250-es évek – 1260-as évek – 1270-es évek – 1280-as évek – 1290-es évek – 1300-as évek – 1310-es évek – 1320-as évek – 1330-as évek – 1340-es évek – 1350-es évek
Évek: 1298 – 1299 – 1300 – 1301 –  1302 – 1303 – 1304 – 1305 – 1306 – 1307 – 1308

## Események

### Határozott dátumú események
- április 20. – VIII. Bonifác pápa megalapítja a Sapienza egyetemet Rómában.
- május 31. – A pápa bullájában kiátkozza Károly Róbert ellenfeleit és a magyar koronát neki ítéli.[1]
- augusztus 8. – 8-as erősségű földrengés Krétán.
- október 22. – XI. Benedek pápa megválasztása.[2]

### Határozatlan dátumú események
- szeptember – IV. (Szép) Fülöp francia király kancellárja, Guillaume de Nogaret Anagniban elfogja VIII. Bonifác pápát.[3] Elfogása során öt bíborost ölnek meg, köztük Bicskei Gergely esztergomi érseket.
- az év folyamán – I. Eduárd angol király újra elfoglalja Skóciát, ezzel másodszor is leveri a William Wallace vezette felkelést.

## Születések
- Szent Brigitta, Európa védőszentje

## Halálozások
- október 11. – VIII. Bonifác pápa (* 1235 körül)[4]</ref>
- május 19. – Szent Ivó, a jogászok védőszentje (* 1253)
- szeptember – Bicskei Gergely esztergomi érsek